# Galium serpylloides
Galium serpylloides är en måreväxtart som beskrevs av John Forbes Royle och Joseph Dalton Hooker. Galium serpylloides ingår i släktet måror, och familjen måreväxter. Inga underarter finns listade i Catalogue of Life.